# Štiřín
Štiřín, patřící k obci Kamenice, leží přibližně 20 km jihovýchodně od Prahy a nachází se v těsném sousedství vesnic Struhařov, Všedobrovice a Želivec. Je znám barokním zámkem, ke kterému patří i zámecký park v anglickém stylu.
V katastrálním území Štiřín leží i části obce Nová Hospoda, Struhařov a Všedobrovice.

## Obecní správa
V letech 1850–1921 k obci patřil Kostelec u Křížků.

## Zámek
Ze zámku Štiřín je v současnosti hotel, který ke svým soustředěním využívá česká fotbalová reprezentace (trénuje na hřišti v nedalekých Kunicích). Z části zámeckého parku vzniklo v 90. letech 20. století devítijamkové golfové hřiště.
V roce 1981 se zde na zámku natáčela povídka na motivy Boženy Němcové režírována Ludvíkem Rážou V zámku a podzámčí s Janou Brejchovou v hlavní roli hraběnky.
Ve Štiříně i v jeho bezprostředním okolí je několik větších rybníků ležících na Kamenickém potoku a jeho přítocích. Největší z nich je Štiřínský rybník na sever od zámku.
Zámek Štiřín je spojen se dvěma aférami:
- tzv. aféra Štiřín z doby vlády Miloše Zemana, v níž šlo o obvinění z úplatkářství, snahy po vyrobení kompromitujících materiálů na Josefa Zielence a také o nadhodnocení faktur při rekonstrukci zámku Štiřín na úkor státního rozpočtu[4][5] (obviněn byl tehdejší generální sekretář ministerstva zahraničí Karel Srba)
- obvinění z neoprávněného čerpání peněz ze státního rozpočtu v letech 2009–2010[6]

Zámek je předmětem soudního sporu mezi ČR a Junákem – Svazem skautů a skautek ČR. Zámek byl v únoru 1948 skautům zabaven komunisty a skauti jej nyní[kdy?] požadují zpět.